# Dickinson (North Dakota)
Dickinson er en amerikansk by og administrativt centrum i det amerikanske county Stark County i staten North Dakota. I 2000 havde byen et indbyggertal på 16.010.

## Ekstern henvisning
- Dickinsons hjemmeside (engelsk) Arkiveret 5. oktober 2007 hos  Wayback Machine

46°53′01″N 102°47′20″V / 46.8836°N 102.7889°V